# Brigadeführer
Brigadeführer – stopień paramilitarny w III Rzeszy, któremu odpowiadał stopień Generalmajora Wehrmachtu. Stopień taki istniał w SA i w SS. Pełna nazwa różniła się zależnie od organizacji (w SA brzmiała "SA-Brigadeführer" a w SS "SS-Brigadeführer").
Stopień ten w SS został utworzony w 1935 roku, a jego oznaką były dwa liście dębu i biały kwadrat na patkach kołnierzowych. W 1942 roku wprowadzono zmianę oznaczenia, po której oznaką stopnia Brigadeführera były 3 liście dębu. W SA patki kołnierzowe Brigadeführera pozostały bez zmian.